# Pseudagrion newtoni
Pseudagrion newtoni är en trollsländeart som beskrevs av Elliot C.G. Pinhey 1962. Pseudagrion newtoni ingår i släktet Pseudagrion och familjen dammflicksländor. IUCN kategoriserar arten globalt som sårbar. Inga underarter finns listade i Catalogue of Life.